# Kochas
Kochas är en ort i Indien.   Den ligger i distriktet Rohtās och delstaten Bihar, i den nordöstra delen av landet, 800 km sydost om huvudstaden New Delhi. Kochas ligger 78 meter över havet och antalet invånare är 119 576.
Terrängen runt Kochas är mycket platt. Runt Kochas är det tätbefolkat, med 511 invånare per kvadratkilometer. Det finns inga andra samhällen i närheten. Trakten runt Kochas består till största delen av jordbruksmark.